# Parque nacional Morton

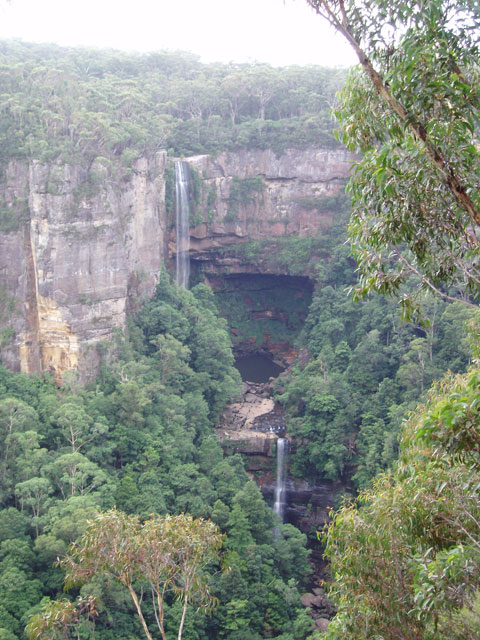
Belmore falls

El Parque Nacional Morton es un parque nacional en Nueva Gales del Sur (Australia), ubicado a 170 km al suroeste de Sídney.
Entre sus principales atracciones están las cataratas Fitzroy, muy cerca de la vía principal que viene de las partes altas del valle de los canguros.

## Ficha
- Área: 1757 km²
- Coordenadas: 35°10′55″S 150°12′29″E / -35.18194, 150.20806
- Fecha de Creación: 1 de octubre de 1967
- Administración: Servicio Para la Vida Salvaje y los Parques Nacionales de Nueva Gales del Sur
- Categoría IUCN: II